# Human: Fall Flat
Human: Fall Flat es un videojuego de plataformas y lógica desarrollado por No Brakes Games y publicado por Curve Digital. Fue inicialmente lanzado para Microsoft Windows, Linux, y MacOS en julio de 2016, y después para PlayStation 4, PlayStation 5, Xbox One, Xbox Series X/S, Nintendo Switch, Google Stadia, iOS y Android .
El videojuego recibió reseñas mixtas de los críticos, aunque se elogió la rejugabilidad de los rompecabezas y las animaciones cómicas. El videojuego ha vendido más de 50 millones de copias hasta diciembre de 2023, lo que lo convierte en uno de los videojuegos más vendidos de todos los tiempos. Una secuela, Human: Fall Flat 2, se anunció en junio de 2023 en el Devolver Direct 2023.

## Modo de juego
Human: Fall Flat es un videojuego de lógica en el que los jugadores interpretan a un humano personalizable, al que en el videojuego se hace referencia como Bob. Los jugadores pueden hacer que agarre objetos y trepe por las cornisas usando ambos brazos y mirando con la cabeza.
Aunque la apariencia estándar de Bob es un ser humano completamente blanco, minimalista y sin rasgos distintivos con una gorra de béisbol, los jugadores pueden personalizarlo a su gusto, pintando su cuerpo en una gama diferente de colores y vistiéndolo con una variedad de disfraces.
El videojuego no tiene límites fijos. Cada nivel tiene un tema diferente y cada uno contiene múltiples soluciones para sus acertijos únicos.< Varios controles remotos ocultos en el videojuego brindan a los jugadores pistas para aprender sobre el modo de juego y, en última instancia, resolver los acertijos.

## Desarrollo
Human: Fall Flat fue creado por Tomas Sakalauskas, fundador del estudio lituano No Brakes Games. En 2012, Sakalauskas abandono su trabajo en TI para probar a desarrollar videojuegos. Inicialmente Sakalauskas se concentro en hacer videojuegos móviles aunque se quedó sin dinero a la mitad; esto, combinado con él cuestionando la ética del modelo freemium de la mayoría de los videojuegos móviles, lo llevó a cambiar el desarrollo hacia un videojuego de PC. Sakalauskas ha declarado que Human: Fall Flat fue su «última oportunidad de crear un juego»..
El videojuego comenzó como un prototipo usando la cámara de detección de movimiento de RealSense de Intel, aunque Sakalauskas finalmente se dio cuenta de que el videojuego funcionaría mejor con el control tradicional y se alejó del dispositivo. Sakalauskas se propuso hacer el videojuego como un videojuego de lógica similar a Limbo o Portal, sin embargo, cuando probó el videojuego con su hijo, Sakalauskas señaló que «hizo todo lo posible para no resolver puzles», sino que solo se divirtió con el motor de física. Esto hizo que Sakalauskas cambiara su enfoque y hiciera que los puzles «no fueran realmente herméticos». Inicialmente, el videojuego era solo para un jugador. Aunque Sakalauskas recibió varias solicitudes para un modo multijugador, sintió que la física involucrada haría imposible el juego en línea; sin embargo, finalmente diseñó una solución utilizando tecnología de Nvidia y, en octubre de 2017, se agregó una función multijugador en línea, que permite que hasta ocho personas jueguen en línea o por LAN.
El videojuego se lanzó como un prototipo en Itch.io, después de lo cual muchos streamers destacados comenzaron a promocionarlo, lo que llevó a Sakalauskas a lanzar una versión para Steam nueve meses después. Le siguieron las versiones para PlayStation 4 y Xbox One lanzadas en mayo de 2017 con una versión para Nintendo Switch lanzada en diciembre del mismo año. El 26 de junio de 2019 se lanzó una adaptación para plataformas móviles desarrollada por Codeglue y publicada por 505 Games compatible con iOS y Android. Una versión para Stadia desarrollada por Lab42 fue lanzada el 1 de octubre de 2020, seguidas de las versiones para Xbox Series X/S y PlayStation 5 el año siguiente.

## Recepción

### Recepción de la crítica
Human: Fall Flat recibió reseñas «mixtas o promedio», según el agregador de reseñas Metacritic. Dan Stapleton de IGN recomendó el videojuego para verlo en lugar de jugarlo, elogiando los controles de payasadas, las animaciones humorísticas y la personalización de los personajes. Zack Furniss de Destructoid disfrutó de la rejugabilidad de los puzles y elogió las múltiples soluciones que proporcionó cada puzle.

### Ventas
A febrero de 2018, más de 2 millones de copias del videojuego habían sido vendidas entre todas la plataformas. De acuerdo con Curve, las ventas del videojuego fueron impulsadas con la incorporación del modo multijugador en línea a finales de 2017; a principios de enero de 2018, el videojuego había vendido más de 1 millón de unidades en la versión de Windows, pero en un mes había logrado 700 000 ventas adicionales. A junio de 2018, el videojuego logró vender más de 4 millones de unidades en todas las plataformas.
Human: Fall Flat fue el primer videojuego lanzado por Super Rare Games, que es una empresa de impresión limitada que publica físicamente videojuegos de Nintendo Switch. Se pusieron a disposición 5000 ejemplares para encargo en marzo de 2018. En Japón, la versión de Nintendo Switch de Human Fall Flat publicada por Teyon Japan, una subsidiaria de Teyon, fue el decimocuarto videojuego más vendido durante su primera semana de lanzamiento, con 5241 copias vendidas.
A febrero de 2021, el videojuego había vendido más de 25 millones de copias; parte de estas ventas se debieron a la popularidad del videojuego en China durante 2020 después de su lanzamiento allí a través de XD Inc y 505 Games, debido a que el videojuego se popularizó durante la pandemia de COVID-19.
A marzo de 2023, Human: Fall Flat había vendido más de 40 millones de copias.

### Premios
| Año  | Premio              | Categoría          | Resultado | Ref.          |
| ---- | ------------------- | ------------------ | --------- | ------------- |
| 2017 | Premios Develop     | New Games IP       | Nominado  | [ 37 ] [ 38 ] |
| 2017 | Premios TIGA        | Casual/Social Game | Nominado  | [ 39 ]        |
| 2017 | LT Game Awards 2017 | Game of the Year   | Ganador   | [ 40 ]        |
| 2018 | Premios TIGA        | Best Audio Design  | Nominado  | [ 41 ] [ 42 ] |
| 2018 | Premios TIGA        | Best Casual Game   | Ganador   | [ 41 ] [ 42 ] |

## Secuela
En junio de 2023, se anunció Human: Fall Flat 2 en el Devolver Direct 2023.